# Aksum
Kongeriget Aksum eller Det aksumitiske imperium (ge'ez: አክሱም) var en vigtig handelsnation i det nordøstlige Afrika. Riget voksede frem fra omkring 300-tallet fvt. fra den uraksumske periode og blomstrede i 100-tallet evt. Riget var en betydelig handelspartner i handelen mellem Romerriget og oldtidens Indien. Herskerne i Aksum styrede handelen ved at præge sin egne mønter. Aksum etablerede sit hegemoni over det nedadgående kongerige Kush og fik politisk indflydelse over en del riger på Den Arabiske Halvø, og herskede over regionen med sin erobring af Himjar-riget, et sydarabisk kongedømme i det senere Yemen.
Under Ezana blev Aksum det første betydelige rige, der konverterede til kristendommen og blev af profeten Mani betegnet som det ene af fire store statsmagter i hans tid ved siden af Persien, Romerriget og Kina. Kaleb af Aksum (også kendt som Sankt Elesbaan), der regerede omkring 520 er måske den bedst beskrevne og mest kendte af Aksums konger.
I 600-tallet søgte muslimer, som oprindeligt var samlet i Mekka, tilflugt i Aksum for at undgå forfølgelser fra Qureisj-stammen (den stamme, som Muhammed tilhørte). Det er i islams historie kendt som den Første Hijra. Aksums oldtidshovedstad lå i det nordlige Etiopien. Kongedømmet Aksum brugte navnet «Etiopia» så tidligt som i 300-tallet.
Aksum er omtalt i den græske oldtidstekst Periplus Maris Erythraei som et vigtigt handelssted for elfenben, som blev eksporteret over hele oldtidsverden, og det blev hævdet, at herskeren af Aksum på 100-tallet evt. var Zoskales som, foruden at herske i Aksum, også kontrollerede to havne ved Det Røde Hav: Adulis (i nærheden af Massawa) og Avalites (Assab) beliggende i Eritrea. Det blev også sagt, at Zoskales var kendt med græsk litteratur.
Kongeriget havde kontrollen i området omkring det Røde Hav frem til 900-tallet. Selv længe efter at Aksum mistede sin rolle som politisk magtcentrum blev stedet anvendt som gravplads for etiopiske kejsere.
Byen er kendt for sine mange bygninger med storslåede udsmykninger. Store obelisker, steler, kongegrave og ruiner af paladser. Ruinerne blev udpeget som verdensarvssted i 1980.
Dronningen af Saba skal ifølge legenderne have hersket i dette område.
Aksum har flyveplads, der ligger 5 km fra centrum. Der er daglige flyforbindelser til Addis Abeba.